# ГалАЗ-3209
ГалАЗ–3209 – украинский 7–8 метровый автобус малого класса на шасси Mercedes–Benz Vario и Mercedes–Benz T2 811D и 814D, выпускавшийся Галицким автозаводом с 2007 по 2014 год.

## История
Первые прототипы автобусов ГалАЗ–3209 появились в 2007 году. За основу были взяты немецкие модели Mercedes–Benz T2, Mercedes-Benz Vario и Mercedes–Benz Sprinter второго поколения. Некоторые модели были произведены на итальянском шасси Iveco Daily.
Пригородные версии отличаются, прежде всего, размерами кузова. Дополнительно автобусы оборудованы дизельным отопителем Webasto DWB 2016 и ГУР.
Большинство моделей оснащены одной автоматической дверью. Колёса у автобусов 17,5-дюймовые.
Производство завершилось в 2014 году, при этом один экземпляр выпустили в 2015 году на шасси Mercedes–Benz Sprinter.

## Модификации
За время производства было изготовлено несколько модификаций, несколько отличающихся между собой:
| Модификация   | Габариты | Габариты | Габариты | Габариты | Шасси                             | Годы производства | Пассажировместимость | Пассажировместимость |
| Модификация   | Длина    | Ширина   | Высота   | База     | Шасси                             | Годы производства | Общая                | Количество сидений   |
| ------------- | -------- | -------- | -------- | -------- | --------------------------------- | ----------------- | -------------------- | -------------------- |
| ГалАЗ–3209.10 | 7660     | 2330     | 2820     | 4250     | Mercedes–Benz T2                  | 2007–2014         |                      | 26                   |
| ГалАЗ–3209.60 | 8370     | 2330     | 2820     | 4800     | Mercedes–Benz T2                  | 2007–2014         |                      | 30                   |
| ГалАЗ–3209.63 | 7660     | 2330     | 2820     | 4250     | Mercedes–Benz T2                  | 2007–2014         |                      |                      |
| ГалАЗ–А075    | 8370     | 2330     | 2820     | 4800     | Mercedes–Benz Vario и Iveco Daily | 2012–2014         |                      | 30                   |
| ГалАЗ–А0756   | 8370     | 2330     | 2820     | 4800     | Mercedes–Benz Vario               | 2013              |                      | 30                   |
| ГалАЗ–А30751  | 7345     | 2330     | 2820     | 4325     | Mercedes–Benz Sprinter (W906)     | 2015              |                      | 28                   |